# Guvernementet Płock
Guvernementet Płock var ett guvernement i ryska Polen, 1837–1912.
Det var begränsat i norr och nordväst av Ost- och Westpreussen, i söder av guvernementet Warszawa, varifrån det skildes genom Weichsel, och i öster av guvernementet Łomża. Det hade en yta på 9 446 km² och en befolkning på 755 400 invånare (1912), varav 12 procent judar.
Guvernementet var ett slättland, sakta stigande mot norr, där detövergick i den preussiska sjöplatån. Landet vattnades av Weichsel och dess bifloder Wkra och Drweca, gränsflod mot Preussen. Småsjöar och dammar fanns flerstädes i väster, och torvmossar och myrar, innehållandemyrmalm, fyllde många fördjupningar i norr, medan de högre belägna delarna av slätten var täckta med fruktbara leror eller ett slags svartjord. Jordbruket var huvudnäring. Skogarna var mycket medtagna, men ännu vid början på 1900-talet var guvernementet ett av de mest skogrika guvernementen i Polen.
Vid Polens andra delning, 1793, blev Płock en del av Preussen och hörde 1807-14 till hertigdömet Warszawa.